# VM i ishockey 1937
VM i ishockey 1937 var det 11. VM i ishockey, arrangeret af IIHF, og det gjaldt samtidig som det 22. EM i ishockey. Turneringen blev spillet 17. – 27. februar 1937 i London, Storbritannien.
I den indledende runde blev de 11 deltagende hold inddelt i 3 grupper, to grupper med fire hold og én gruppe med tre hold. De tre bedste hold fra grupperne med fire hold og de to bedste hold fra gruppen med tre hold gik videre til mellemrunden. Her spillede de otte tilbageværende hold i to grupper med fire hold, hvorfra de to bedste hold i hver gruppe gik videre til finalerunden, mens de øvrige fire hold måtte spille om pladserne 5-8.
Canada fik revanche for nederlaget til Storbritannien ved OL året før, og canadierne vandt dermed VM tilbage. Det var Canadas 9. VM-titel. Briterne måtte nøjes med 2.pladsen og dermed EM-titlen, som de dermed vandt for tredje gang. Bronzemedaljerne gik til Schweiz.

## Resultater

### Indledende runde
De tre bedste hold fra gruppe A og C samt de to bedste hold fra gruppe B gik videre til mellemrunden.

#### Gruppe A
| Dato  | Kamp                      | Res. | Perioder      |
| ----- | ------------------------- | ---- | ------------- |
| 17.2. | Ungarn - Rumænien         | 4-1  | 2-1, 0-0, 2-0 |
| 17.2. | Storbritannien - Tyskland | 6-0  | 1-0, 1-0, 4-0 |
| 18.2. | Tyskland - Rumænien       | 4-2  | 0-0, 1-0, 3-2 |
| 18.2. | Storbritannien - Ungarn   | 7-0  | 0-0, 2-0, 5-0 |
| 19.2. | Tyskland - Ungarn         | 2-2  | 1-0, 0-1, 1-1 |
| 19.2. | Storbritannien - Rumænien | 11-0 | 3-0, 5-0, 3-0 |

| Gruppe A       | Kampe | Mål  | Point |
| -------------- | ----- | ---- | ----- |
| Storbritannien | 3     | 24-0 | 6     |
| Tyskland       | 3     | 6-10 | 3     |
| Ungarn         | 3     | 6-10 | 3     |
| Rumænien       | 3     | 3-19 | 0     |

#### Gruppe B
| Dato  | Kamp                      | Res. | Perioder      |
| ----- | ------------------------- | ---- | ------------- |
| 17.2. | Tjekkoslovakiet - Norge   | 7-0  | 2-0, 3-0, 2-0 |
| 18.2. | Schweiz - Norge           | 13-2 | 3-1, 6-1, 4-0 |
| 19.2. | Schweiz - Tjekkoslovakiet | 2-2  | 0-0, 1-2, 1-0 |

| Gruppe B        | Kampe | Mål  | Point |
| --------------- | ----- | ---- | ----- |
| Schweiz         | 2     | 15-4 | 3     |
| Tjekkoslovakiet | 2     | 9-2  | 3     |
| Norge           | 2     | 2-20 | 0     |

#### Gruppe C
| Dato  | Kamp               | Res. | Perioder      |
| ----- | ------------------ | ---- | ------------- |
| 17.2. | Polen - Sverige    | 3-0  | 0-0, 3-0, 0-0 |
| 17.2. | Canada - Frankrig  | 12-0 | 2-0, 5-0, 5-0 |
| 18.2. | Frankrig - Sverige | 2-1  | 0-1, 1-0, 1-0 |
| 18.2. | Canada - Polen     | 8-2  | 3-1, 3-0, 2-1 |
| 19.2. | Polen - Frankrig   | 7-1  | 2-1, 3-0, 2-0 |
| 19.2. | Canada - Sverige   | 9-0  | 4-0, 2-0, 3-0 |

| Gruppe C | Kampe | Mål  | Point |
| -------- | ----- | ---- | ----- |
| Canada   | 3     | 29-2 | 6     |
| Polen    | 3     | 12-9 | 4     |
| Frankrig | 3     | 3-20 | 2     |
| Sverige  | 3     | 1-14 | 0     |

### Mellemrunde
Holdene spillede i to grupper a fire hold, hvorfra de to bedste i hver gruppe gik videre til finalerunden. De øvrige hold spillede om placeringerne 5-8.
| Dato  | Kamp                       | Res.     | Perioder                    |
| ----- | -------------------------- | -------- | --------------------------- |
| 20.2. | Tyskland - Frankrig        | 5-0      | 1-0, 3-0, 1-0               |
| 20.2. | Canada - Tjekkoslovakiet   | 3-0      | 0-0, 2-0, 1-0               |
| 21.2. | Tjekkoslovakiet - Frankrig | 8-1      | 2-1, 2-0, 4-0               |
| 21.2. | Canada - Tyskland          | 5-0      | 0-0, 3-0, 2-0               |
| 22.2. | Tyskland - Tjekkoslovakiet | 2-1 efs. | 0-0, 0-1, 1-0 0-0, 0-0, 1-0 |
| 22.2. | Canada - Frankrig          | 13-1     | 2-0, 4-0, 7-1               |

| Gruppe A        | Kampe | Mål  | Point |
| --------------- | ----- | ---- | ----- |
| Canada          | 3     | 21-1 | 6     |
| Tyskland        | 3     | 7-6  | 4     |
| Tjekkoslovakiet | 3     | 9-6  | 2     |
| Frankrig        | 3     | 2-26 | 0     |

| Dato  | Kamp                     | Res. | Perioder      |
| ----- | ------------------------ | ---- | ------------- |
| 20.2. | Storbritannien - Schweiz | 3-0  | 1-0, 1-0, 1-0 |
| 20.2. | Polen - Ungarn           | 4-0  | 1-0, 1-0, 2-0 |
| 21.2. | Schweiz - Ungarn         | 4-2  | 0-1, 2-1, 2-0 |
| 21.2. | Storbritannien - Polen   | 11-0 | 5-0, 4-0, 2-0 |
| 22.2. | Storbritannien - Ungarn  | 5-0  | 2-0, 2-0, 1-0 |
| 22.2. | Schweiz - Polen          | 1-0  | 0-0, 1-0, 0-0 |

| Gruppe B       | Kampe | Mål  | Point |
| -------------- | ----- | ---- | ----- |
| Storbritannien | 3     | 19-0 | 6     |
| Schweiz        | 3     | 5-5  | 4     |
| Polen          | 3     | 4-12 | 2     |
| Ungarn         | 3     | 2-13 | 0     |

#### Placeringsrunde (5.-8.pladsen)
Ungarn, Tjekkoslovakiet, Frankrig og Polen spillede om 5.-8.pladsen i placeringsrunden.
| Dato                                       | Kamp                       | Res.         | Perioder      |
| ------------------------------------------ | -------------------------- | ------------ | ------------- |
| 25.2.                                      | Ungarn - Frankrig          | 5-1          | 1-0, 2-0, 2-1 |
| 25.2.                                      | Tjekkoslovakiet - Polen    | 1-0          | 0-0, 0-0, 1-0 |
| 26.2.                                      | Ungarn - Polen             | Ikke spillet | Ikke spillet  |
| 26.2.                                      | Tjekkoslovakiet - Frankrig | 3-1          | 1-0, 1-0, 1-1 |
| 27.2.                                      | Frankrig - Polen           | Ikke spillet | Ikke spillet  |
| 27.2.                                      | Tjekkoslovakiet - Ungarn   | 0-0          | 0-0, 0-0, 0-0 |
| Polen meldte afbud til de sidste to kampe. |                            |              |               |

| Placeringsrunde | Placeringsrunde | Kampe           | Mål             | Point           |
| --------------- | --------------- | --------------- | --------------- | --------------- |
| 5.              | Ungarn          | 2               | 5-1             | 3               |
| 6.              | Tjekkoslovakiet | 2               | 3-1             | 3               |
| 7.              | Frankrig        | 2               | 2-8             | 0               |
| 8.              | Polen           | Diskvalificeret | Diskvalificeret | Diskvalificeret |

#### Finalerunde
I finalerunden spillede Canada, Storbritannien, Schweiz og Tyskland om 1.-4.pladsen.
| Dato  | Kamp                      | Res.     | Perioder                    |
| ----- | ------------------------- | -------- | --------------------------- |
| 25.2. | Storbritannien - Schweiz  | 2-0 efs. | 0-0, 0-0, 0-0 0-0, 0-0, 2-0 |
| 25.2. | Canada - Tyskland         | 5-0      | 1-0, 2-0, 2-0               |
| 26.2. | Schweiz - Tyskland        | 6-0      | 2-0, 2-0, 2-0               |
| 26.2. | Storbritannien - Canada   | 0-3      | 0-1, 0-1, 0-1               |
| 27.2. | Canada - Schweiz          | 2-1 efs. | 0-1, 1-0, 0-0 0-0, 1-0      |
| 27.2. | Storbritannien - Tyskland | 5-0      | 3-0, 1-0, 1-0               |

| Finalerunde | Finalerunde    | Kampe | Mål  | Point |
| ----------- | -------------- | ----- | ---- | ----- |
| 1.          | Canada         | 3     | 10-1 | 6     |
| 2.          | Storbritannien | 3     | 7-3  | 4     |
| 3.          | Schweiz        | 3     | 7-4  | 2     |
| 4.          | Tyskland       | 3     | 0-16 | 0     |

## Slutstilling
| VM 1937 | VM 1937         |
| ------- | --------------- |
| Guld    | Canada          |
| Sølv    | Storbritannien  |
| Bronze  | Schweiz         |
| 4.      | Tyskland        |
| 5.      | Ungarn          |
| 6.      | Tjekkoslovakiet |
| 7.      | Frankrig        |
| 8.      | Polen           |
| 9.      | Norge           |
| 10.     | Sverige         |
| 11.     | Rumænien        |

| EM 1937 | EM 1937         |
| ------- | --------------- |
| Guld    | Storbritannien  |
| Sølv    | Schweiz         |
| Bronze  | Tyskland        |
| 4.      | Ungarn          |
| 5.      | Tjekkoslovakiet |
| 6.      | Frankrig        |
| 7.      | Polen           |
| 8.      | Norge           |
| 9.      | Sverige         |
| 10.     | Rumænien        |